# Erythroxylum cincinnatum
Erythroxylum cincinnatum är en tvåhjärtbladig växtart som beskrevs av Carl Friedrich Philipp von Martius. Erythroxylum cincinnatum ingår i släktet Erythroxylum och familjen Erythroxylaceae. Inga underarter finns listade i Catalogue of Life.